# 新江湾城SMP滑板公园
新江湾城SMP滑板公园是位于中华人民共和国上海市杨浦区新江湾城淞沪路2100号的一座滑板公园，于2005年9月28日建成开放，建成时为中华人民共和国首座以极限运动为主题的公园以及世界最大的滑板公园。

## 简介
新江湾城滑板公园由SMP公司和上海城投合作建设，Convic公司设计，占地13700平方米，耗资2500万美元。因公园位于原江湾机场范围内，建设过程中还发现了不少遗留的弹药。公园可分为碗池共享区、U型池挑战区、街板式娱乐区和BMX土坡游乐区四大区域，每个均有高中低不同难度层次的设施。其中碗槽部分包含一个直径6米的360度管道，整体由花岗岩打造，难度极高。出于安全考虑，运动者需佩戴护具上场，运营方提供护具出租及教练指导，看台下设有急救室。

## 承办赛事
- 上海极限运动挑战赛[7]
- 上海海峡两岸自由式小轮车城市交流赛[8]